# Tetsurō Tamba

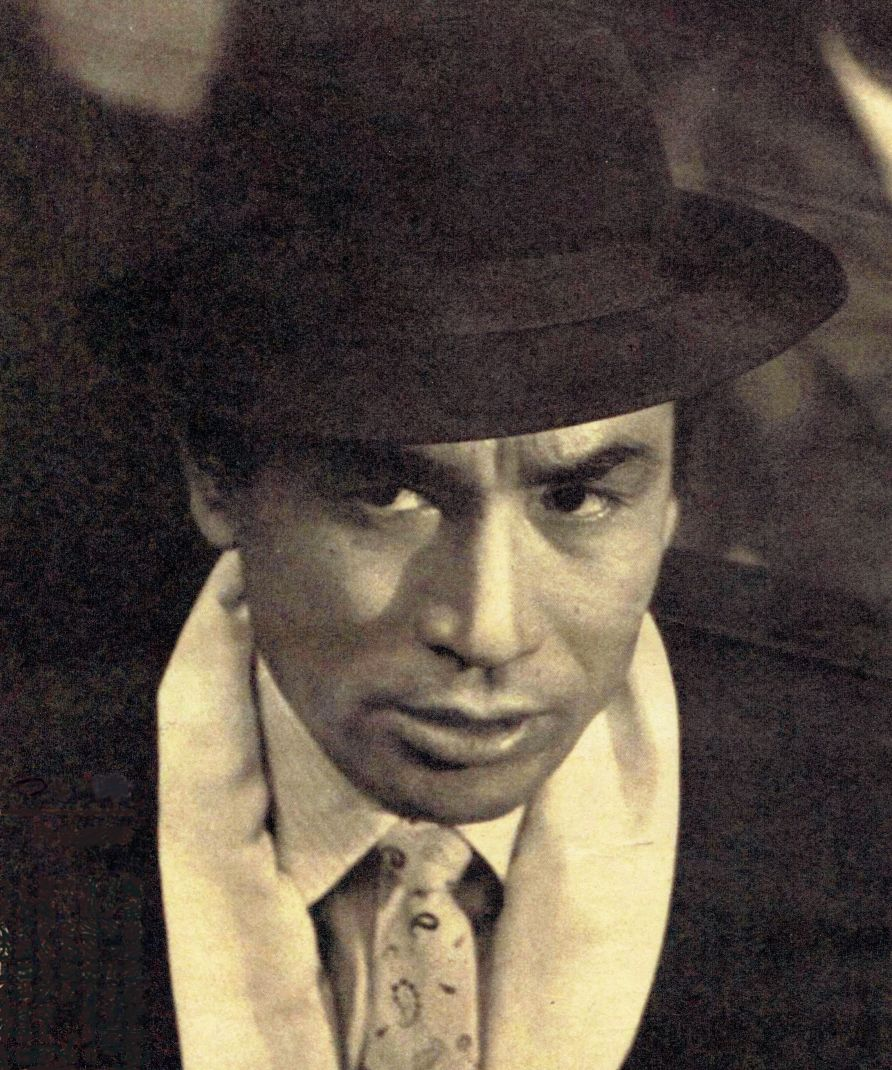
Tetsurō Tamba

Tetsurō Tamba (jap. 丹波 哲郎, Tamba Tetsurō; eigentlich Tanba Seizaburō, jap. 丹波 正三郎; * 17. Juli 1922 in Tokio; † 24. September 2006 ebenda) war ein japanischer Schauspieler.
Tamba begann 1952 mit einer kleinen Rolle als Filmschauspieler und wirkte bis zu seinem Tode in beinahe 200 Produktionen mit. Zu Beginn der 1970er Jahre hatte er seinen Karrierehöhepunkt, als er in einigen der bedeutendsten und erfolgreichsten Filme dieser Zeit mitwirkte. Seine international bekannteste Rolle war jedoch die des Tiger Tanaka im James-Bond-Film Man lebt nur zweimal. Zudem bewies er sich als Schriftsteller und Produzent von Dokumentarfilmen.

## Filmografie (Auswahl)
- 1960: Schweine, Geishas und Matrosen (Buta to gunkan)
- 1964: Beim siebten Morgengrauen (The 7th Dawn)
- 1967: James Bond 007 – Man lebt nur zweimal (You Only Live Twice)
- 1969: Die fünf Gefürchteten (Un esercito di 5 uomini)
- 1973: Der Untergang Japans (Nippon chinbotsu)
- 1974: Weltkatastrophe 1999? – Die Prophezeiung des Nostradamus (Nosutoradamusu no daiyogen)
- 1974: Der Tiger von Osaka (Zero-ka no onna: Akai wappa)
- 1975: Panik im Tokio-Express (Shinkansen Daibakuha)
- 1977: Karate Bull Fighter (Kyokuskin kenka karate burai ken)
- 1978: Sternenkrieg im Weltall (Uchū kara no messeji)
- 1989: Der Schatten des Shogun (Shōgun Iemitsu no ranshin – Gekitotsu)
- 1991: The Story of Ricky (Lik Wong)
- 1999: Japanese Hell (Jigoku)
- 2002: Takashi Miikes Graveyard of Honor (Shin jingi no hakaba)
- 2002: The Happiness of the Katakuris (Katakuri-ke no kōfuku)
- 2002: Das Königreich der Katzen (Neko no Ongaeshi, Stimme des Königs der Katzen)